# Tom Wilson
Thomas Wilson (ur. 29 marca 1994 w Toronto, Ontario, Kanada) – hokeista kanadyjski, gracz ligi NHL.

## Kariera klubowa
- Plymouth Whalers (2010 - 19.07.2012)
- Washington Capitals (19.07.2012 - 
  -  Hershey Bears (2012 - 2015)

## Sukcesy
Klubowe
- Puchar Stanleya z zespołem Washington Capitals w sezonie 2017-2018